# علم الآثار في أرمينيا

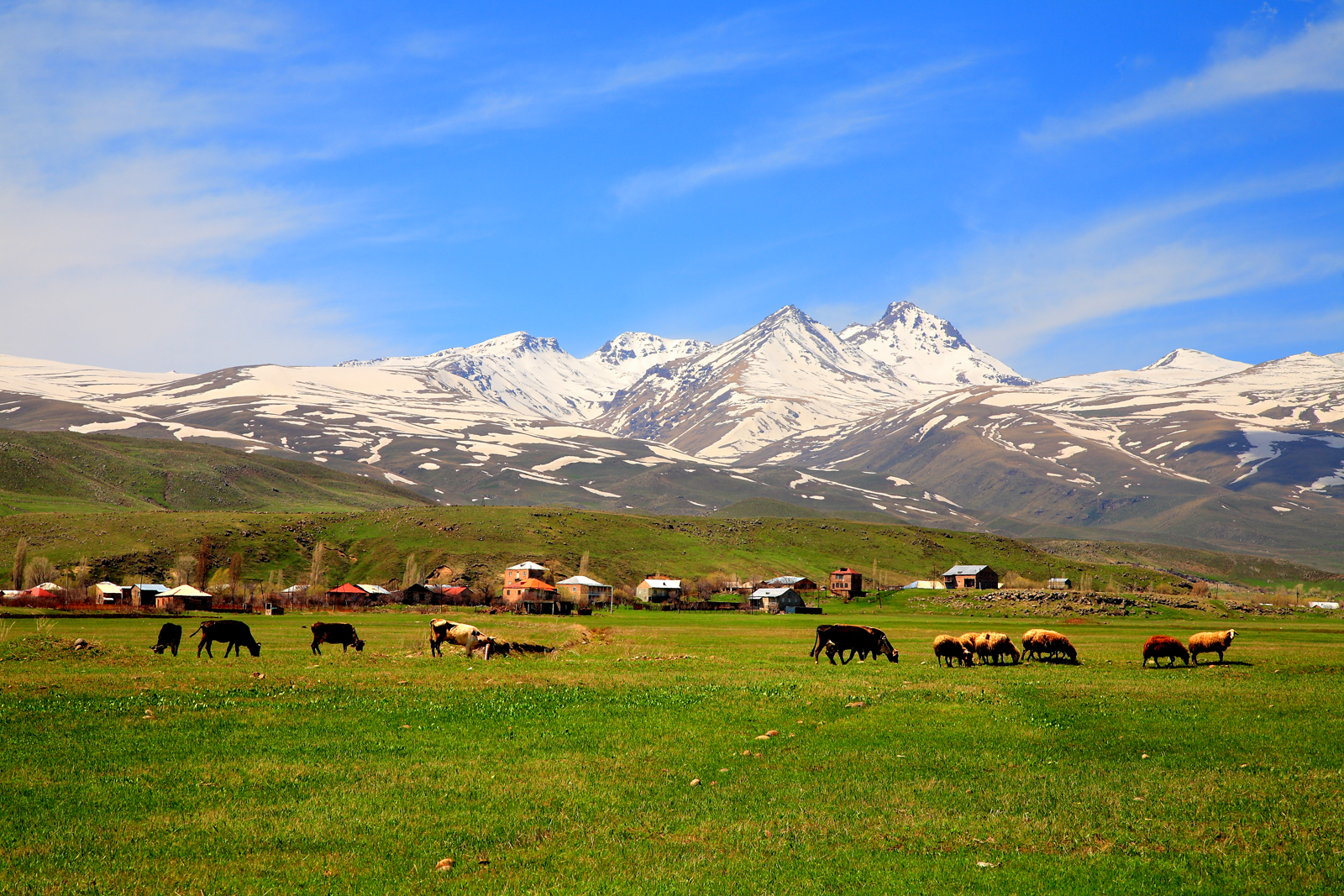
جبل أراغاتس، أراغاتسوتن، أرمينيا.

اكتشف علم الآثار في أرمينيا  العديد من النتائج التاريخية الهامة في أرمينيا . وتعتبر أرمينيا غنية بالآثار التي تعود إلى العصر البرونزي كما أنه تم تحديد مواقع عديدة تعود للعصر الحجري على منحدرات جبل أراغاتس ، وتقوم فرق أرمنية ودولية حالياً بحفرها.

## وصلات خارجية
- University of Newcastle